# Selección de baloncesto de Rusia
La selección de baloncesto de Rusia es el equipo formado por jugadores de nacionalidad rusa que representa a la Federación de Baloncesto de Rusia en las competiciones internacionales organizadas por la Federación Internacional de Baloncesto (FIBA) o el Comité Olímpico Internacional (COI): los Juegos Olímpicos, la Copa Mundial de Baloncesto y el EuroBasket.
En la era postsoviética, la selección rusa formada por jugadores soviéticos bajo la dirección de Serguéi Belov ganó la medalla de plata en el EuroBasket de 1993. También ganó la plata en la Copa del Mundo en apariciones consecutivas en 1994 y 1998.
Sin embargo, la partida de Belov hizo que Rusia se enfrentara a múltiples decepciones, hasta que David Blatt asumió el cargo de entrenador en jefe. Bajo la dirección de Blatt, el equipo nacional se proclamó campeón en el EuroBasket 2007 y también ganó medallas de bronce en el EuroBasket 2011 y en los Juegos Olímpicos de 2012.
Después de que Blatt dejara el personal a finales de 2012, el baloncesto nacional ruso experimentó una profunda crisis debido a la corrupción en la RBF y el conflicto de la federación con la FIBA. Tras una actuación fallida en el EuroBasket 2015, Rusia no se clasificó para los Juegos Olímpicos de 2016. La situación se estabilizó después de que miembros del RBF, incluida la presidenta Yulia Anikeeva, fueran despedidos. El actual entrenador es Zoran Lukić.
Después de la invasión rusa de Ucrania, la FIBA prohibió a los equipos y funcionarios rusos participar en las competiciones de baloncesto FIBA y baloncesto FIBA 3x3.

## Plantilla
- Lista de jugadores convocados que disputaron el EuroBasket 2017.[2]

| Rusia                          | Rusia               | Rusia | Rusia  | Rusia | Rusia              |
| Num                            | Jugador             | Pos   | Altura | Edad  | Equipo             |
| ------------------------------ | ------------------- | ----- | ------ | ----- | ------------------ |
| 1                              | Alekséi Shved       | E     | 1,98 m | 28    | BK Jimki           |
| 4                              | Evgeny Baburin      | E     | 1,90 m | 30    | Lokomotiv Kuban    |
| 7                              | Vitali Fridzon      | B     | 1,95 m | 31    | CSKA Moscú         |
| 8                              | Vladimir Ivlev      | AP    | 2,07 m | 27    | Lokomotiv Kuban    |
| 11                             | Semión Antónov      | A     | 2,02 m | 28    | CSKA Moscú         |
| 12                             | Andrey Zubkov       | AP    | 2,05 m | 26    | Lokomotiv Kuban    |
| 13                             | Dmitri Jvostov      | B     | 1,90 m | 28    | Lokomotiv Kuban    |
| 15                             | Timoféi Mozgov      | P     | 2,16 m | 31    | Los Angeles Lakers |
| 20                             | Andréi Vorontsévich | AP    | 2,07 m | 30    | CSKA Moscú         |
| 22                             | Dmitri Kulaguin     | E     | 1,97 m | 25    | CSKA Moscú         |
| 30                             | Mijaíl Kulaguin     | B     | 1,92 m | 23    | CSKA Moscú         |
| 41                             | Nikita Kurbanov     | A     | 2,02 m | 30    | CSKA Moscú         |
| Entrenador: Serguéi Bazarévich |                     |       |        |       |                    |

## Plantillas anteriores
- EuroBasket 1993: finalizó 2°  de 16 equipos.

Serguéi Bazarévich, Vasili Karasiov, Serguéi Babkov, Mijaíl Mijáilov, Andréi Fetísov, Serguéi Panov, Vitali Nósov, Dmitri Shakulin, Maksim Astanin, Vladislav Kondratov, Dmitri Sújarev, Vladímir Gorin. Entrenador: Yuri Selijov
- Campeonato Mundial 1994: finalizó 2°  de 16 equipos.

Vasili Karasiov, Serguéi Bazarévich, Mijaíl Mijáilov, Serguéi Babkov, Andréi Fetísov, Serguéi Panov, Vitali Nósov, Yevgueni Kisurin, Ígor Grachov, Dmitri Domani, Yevgueni Pashutin, Serguéi Ivánov. Entrenador: Serguéi Belov
- EuroBasket 1995: finalizó 7° de 14 equipos.

Vasili Karasiov, Serguéi Bazarévich, Serguéi Babkov, Mijaíl Mijáilov, Andréi Fetísov, Ígor Kudelin, Dmitri Domani, Yevgueni Kisurin, Yevgueni Pashutin, Serguéi Ivánov, Serguéi Panov, Vitali Nósov. Entrenador: Serguéi Belov
- EuroBasket 1997: finalizó 3°  de 16 equipos.

Vasili Karasiov, Serguéi Babkov, Mijaíl Mijáilov, Andréi Fetísov, Yevgueni Kisurin, Vitali Nósov, Serguéi Panov, Ígor Kudelin, Yevgueni Pashutin, Zajar Pashutin, Dmitri Shakulin, Ígor Kurashov. Entrenador: Serguéi Belov
- Campeonato Mundial 1998: finalizó 2°  de 16 equipos.

Vasili Karasiov, Valeri Tijonenko, Serguéi Babkov, Mijaíl Mijáilov, Serguéi Panov, Vitali Nósov, Ígor Kudelin, Zajar Pashutin, Yevgueni Kisurin, Dmitri Domani, Nikita Morgunov, Ígor Kurashov. Entrenador: Serguéi Belov
- EuroBasket 1999: finalizó 6° de 16 equipos.

Vasili Karasiov, Valeri Tijonenko, Serguéi Babkov, Ígor Kudelin, Ruslán Avleiev, Serguéi Panov, Vitali Nósov, Aleksandr Petrenko, Yevgueni Kisurin, Yevgueni Pashutin, Ígor Kurashov, Zajar Pashutin. Entrenador: Serguéi Belov
- Juegos Olímpicos 2000: finalizó 8° de 12 equipos.

Andréi Kirilenko, Andréi Fetísov, Serguéi Bazarévich, Yevgueni Kisurin, Serguéi Chikalkin, Nikita Morgunov, Yevgueni Pashutin, Zajar Pashutin, Ruslán Avleiev, Serguéi Panov, Valentín Kubrakov, Aleksandr Bashminov. Entrenador: Stanislav Yeriomin
- EuroBasket 2001: finalizó 5° de 16 equipos.

Andréi Kirilenko, Nikita Morgunov, Serguéi Panov, Ígor Kudelin, Serguéi Chikalkin, Yevgueni Pashutin, Zajar Pashutin, Antón Yudin, Alekséi Savrasenko, Aleksandr Bashminov, Aleksandr Miloserdov, Piotr Samoilenko. Entrenador: Stanislav Yeriomin
- Campeonato Mundial 2002: finalizó 10° de 16 equipos.

Andréi Kirilenko, Víktor Jriapa, Vasili Karasiov, Nikita Morgunov, Alekséi Savrasenko, Aleksandr Bashminov, Serguéi Panov, Ígor Kudelin, Serguéi Chikalkin, Yevgueni Pashutin, Zajar Pashutin, Ruslán Avleiev. Entrenador: Stanislav Yeriomin
- EuroBasket 2003: finalizó 8° de 16 equipos.

Andréi Kirilenko, Víktor Jriapa, Vasili Karasiov, Serguéi Monia, Alekséi Savrasenko, Dmitri Domani, Zajar Pashutin, Denís Yershov, Fiódor Lijolitov, Mijaíl Soloviov, Valentín Kubrakov, Piotr Samoilenko. Entrenador: Serguéi Yelévich
- EuroBasket 2005: finalizó 8° de 16 equipos.

Andréi Kirilenko, J.R. Holden, Víktor Jriapa, Nikita Morgunov, Alekséi Savrasenko, Serguéi Monia, Zajar Pashutin, Antón Ponkrashov, Fiódor Lijolitov, Vitali Fridzon, Piotr Samoilenko, Andréi Ivanov. Entrenador: Serguéi Babkov
- EuroBasket 2007: finalizó 1°  de 16 equipos

Andréi Kirilenko, J.R. Holden, Víktor Jriapa, Nikita Morgunov, Alekséi Savrasenko, Zajar Pashutin, Piotr Samoilenko, Serguéi Monia, Antón Ponkrashov, Nikolái Padius, Nikita Shabalkin, Serguéi Býkov. Entrenador: David Blatt
- Juegos Olímpicos 2008: finalizó 9° de 12 equipos

Andréi Kirilenko, J.R. Holden, Víktor Jriapa, Nikita Morgunov, Alekséi Savrasenko, Serguéi Monia, Zajar Pashutin, Piotr Samoilenko, Serguéi Býkov, Víktor Keiru, Andréi Vorontsévich, Vitali Fridzon. Entrenador: David Blatt
- EuroBasket 2009: finalizó 7° de 16 equipos.

Andréi Vorontsévich, Nikita Kurbanov, Serguéi Býkov, Vitali Fridzon, Kelly McCarty, Dmitri Sokolov, Fedor Dmitriev, Egor Vyaltsev, Serguéi Monia, Antón Ponkrashov, Aleksei Zozulin, Timoféi Mozgov. Entrenador: David Blatt
- Campeonato Mundial 2010: finalizó 7° de 24 equipos.

Andréi Vorontsévich, Evgeny Kolesnikov, Serguéi Býkov, Vitali Fridzon, Sasha Kaun, Alexey Zhukanenko, Víktor Jriapa, Antón Ponkrashov, Serguéi Monia, Dmitri Jvostov, Evgeny Vóronov, Timoféi Mozgov. Entrenador: David Blatt
- EuroBasket 2011: finalizó 3°  de 24 equipos.

Andréi Vorontsévich, Timoféi Mozgov, Serguéi Býkov, Vitali Fridzon, Alekséi Shved, Nikita Shabalkin, Víktor Jriapa, Semión Antónov, Serguéi Monia, Dmitri Jvostov, Antón Ponkrashov, Andréi Kirilenko. Entrenador: David Blatt
- Juegos Olímpicos 2012: finalizó 3°  de 12 equipos.

Alekséi Shved, Timoféi Mozgov, Serguéi Karasiov, Vitali Fridzon, Sasha Kaun, Evgeny Vóronov, Víktor Jriapa, Semión Antónov, Serguéi Monia, Dmitri Jvostov, Antón Ponkrashov, Andréi Kirilenko. Entrenador: David Blatt
- EuroBasket 2013: finalizó 21° de 24 equipos.

Serguéi Karasiov, Dmitri Sokolov, Evgeny Valiev, Vitali Fridzon, Evgeny Vóronov, Dmitri Kulaguin, Alekséi Shved, Semión Antónov, Serguéi Monia, Dmitri Jvostov, Alekséi Savrasenko, Antón Ponkrashov. Entrenador: Vasili Karasiov
- EuroBasket 2015: finalizó 17° de 24 equipos.

Andrey Zubkov, Evgeny Baburin, Ruslan Pateev, Vitali Fridzon, Egor Vyaltsev, Semión Antónov, Serguéi Monia, Dmitri Jvostov, Antón Ponkrashov, Andréi Vorontsévich, Andréi Desiátnikov, Nikita Kurbanov. Entrenador: Yevgueni Pashutin
- EuroBasket 2017: finalizó 4° de 24 equipos.

Alekséi Shved, Evgeny Baburin, Vitali Fridzon, Vladimir Ivlev, Semión Antónov, Andrey Zubkov, Dmitri Jvostov, Timoféi Mozgov, Andréi Vorontsévich, Dmitri Kulaguin, Mijaíl Kulaguin, Nikita Kurbanov. Entrenador: Serguéi Bazarévich
- Copa Mundial 2019: finalizó 12° de 32 equipos.

Andrei Sopin, Serguéi Karasiov, Evgeny Baburin, Grigory Motovilov, Vitali Fridzon, Vladimir Ivlev, Semión Antónov, Andrey Zubkov, Andréi Vorontsévich, Mijaíl Kulaguin, Evgeny Valiev, Nikita Kurbanov. Entrenador: Serguéi Bazarévich

## Historial

### Copa Mundial
Resultado General: 15.º puesto
| Copa Mundial de Baloncesto |
| --- |
| - 1950: No calificó - 1954: No calificó - 1959: No calificó - 1963: No calificó - 1967: No calificó - 1970: No calificó - 1974: No calificó - 1978: No calificó - 1982: No calificó - 1986: No calificó - 1990: No calificó - 1994: - 1998: - 2002: 10° Lugar - 2006: No calificó - 2010: 7° Lugar - 2014: No calificó - 2019: 12° Lugar - 2023: No calificó - 2027: TBD |

### Juegos Olímpicos
| Baloncesto en los Juegos Olímpicos |
| --- |
| - Berlín 1936: No calificó - Londres 1948: No calificó - Helsinki 1952: No calificó - Melbourne 1956: No calificó - Roma 1960: No calificó - Tokio 1964: No calificó - México 1968: No calificó - Múnich 1972: No calificó - Montreal 1976: No calificó - Moscú 1980: No calificó - Los Ángeles 1984: No calificó - Seúl 1988: No calificó - Barcelona 1992: No calificó - Atlanta 1996: No calificó - Sídney 2000: 8° Lugar - Atenas 2004: No calificó - Pekín 2008: 9° Lugar - Londres 2012: - Río 2016: No calificó - Tokio 2020: No calificó - París 2024: No calificó |

### EuroBasket
| EuroBasket |
| --- |
| - 1935: No participó - 1937: No participó - 1939: No participó - 1946: No participó - 1947: No participó - 1949: No participó - 1951: No participó - 1953: No participó - 1955: No participó - 1957: No participó - 1959: No participó - 1961: No participó - 1963: No participó - 1965: No participó - 1967: No participó - 1969: No participó - 1971: No participó - 1973: No participó - 1975: No participó - 1977: No participó - 1979: No participó - 1981: No participó - 1983: No participó - 1985: No participó - 1987: No participó - 1989: No participó - 1991: No participó - 1993: - 1995: 7° lugar - 1997: - 1999: 6° lugar - 2001: 5° lugar - 2003: 8° lugar - 2005: 8° lugar - 2007: - 2009: 7° lugar - 2011: - 2013: 21° lugar - 2015: 17° lugar - 2017: 4° lugar - 2022: No participó - 2025: TBD |

## Palmarés
- Copa Mundial de Baloncesto:
  -  Subcampeón (2): 1994, 1998

- Juegos Olímpicos:
  -  Tercer lugar (1): 2012

- EuroBasket:
  -   Campeón (1): 2007
  -  Subcampeón (1): 1993
  -  Tercer lugar (2): 1997, 2011

- Copa Continental Stankovic:
  -   Campeón (1): 2014
  -  Subcampeón (1): 2011
  -  Tercer lugar (1): 2011